# Křečovice

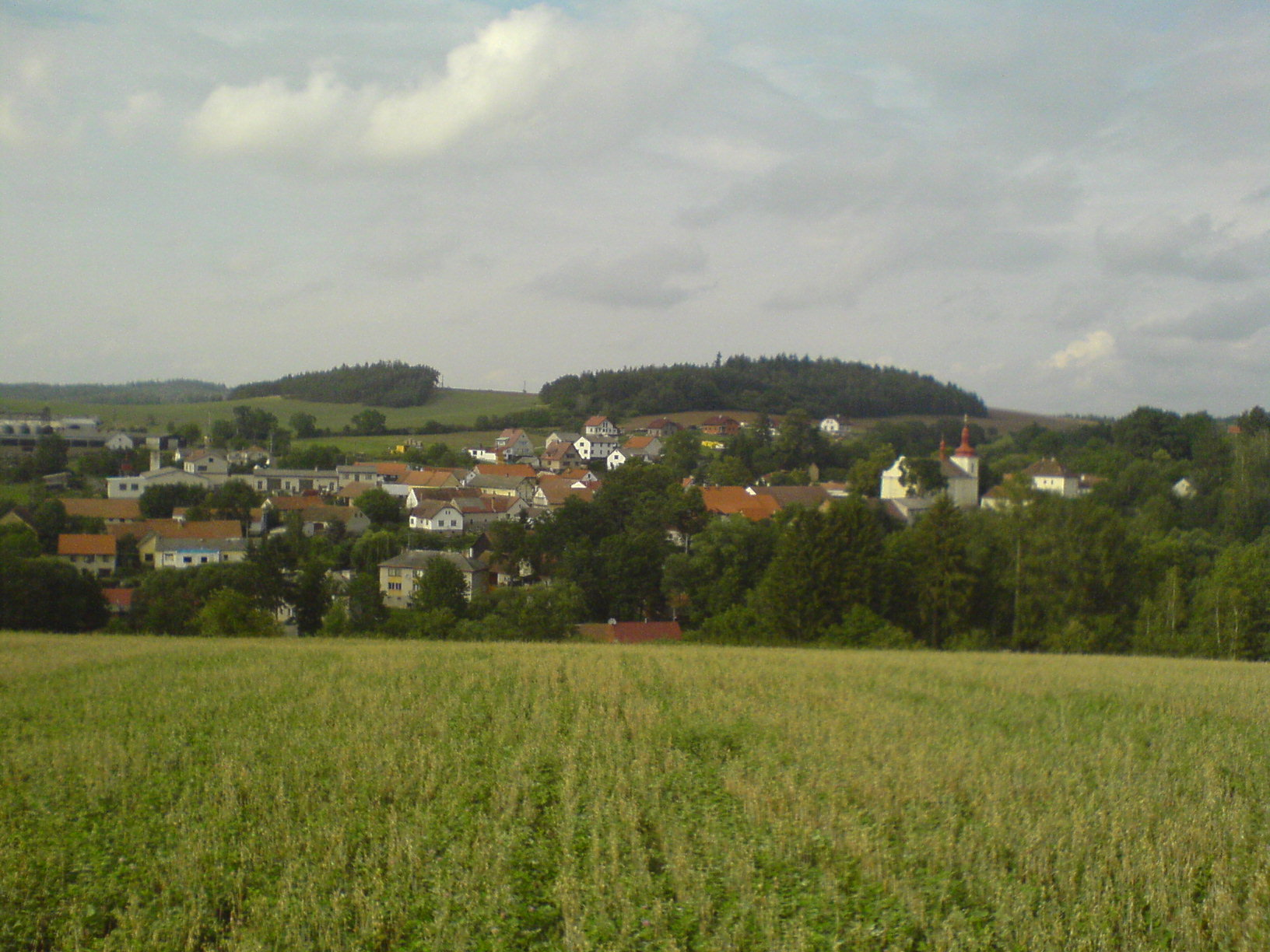
Ortsansicht Křečovice

Křečovice (deutsch Křečowitz) ist eine Gemeinde im Okres Benešov der tschechischen Region Středočeský kraj. Bekannt ist der Ort als Geburtsort des Komponisten Josef Suk.

## Ortsteile
- Brdečný
- Hodětice
- Hořetice
- Hůrka
- Krchleby
- Křečovice
- Lhotka
- Nahoruby
- Poličany
- Skrýšov
- Strážovice
- Vlkonice
- Zhorný
- Živohošť

## Trappistinnenabtei
Im Ortsteil Poličany von Křečovice befindet sich auf einer Anhöhe über einer Flussschleife der Moldau die Trappistinnenabtei Naší Paní nad Vltavou (Unsere Liebe Frau von der Moldau), das einzige Trappistinnenkloster Tschechiens.